# Djamel Haimoudi
Djamel Haimoudi (né le 10 décembre 1970 à Relizane en Algérie) est un arbitre algérien de football, arbitre FIFA de 2004 à 2015.
Il est nommé arbitre de l'année par la Confédération africaine de football en 2012.

## Carrière
Il a officié dans quelques compétitions majeures : 
- CAN 2008 (1 match)
- CAN 2010 (2 matchs)
- Ligue des champions de la CAF (5 Saisons) (8 matchs)
- Coupe de la confédération (2 Saisons) (4 matchs)
- Supercoupe de la CAF (1 match)
- Coupe du monde de football des moins de 20 ans 2011 (3 matchs)
- CAN 2012 (2 matchs)
- Coupe du monde des clubs de la FIFA 2012 premier arbitre à tester le système Hawk-Eye pour la FIFA.
- CAN 2013 (4 matchs dont l'ouverture et la finale)
- Coupe des confédérations 2013 (2 matches)
- Coupe du monde 2014 (4 matches dont la petite finale)

Le 27 décembre 2023, il est mis fin aux fonctions de Djamel Haimoudi en tant que président de la Commission fédérale d’arbitrage, pour « absence prolongée et manquement à ses obligations ».

## Distinctions personnelles
- CAF Awards  Meilleur Arbitre de l'année en 2013, 2014